# Nomophila colombiana
Nomophila colombiana là một loài bướm đêm trong họ Crambidae.